# James Keleher
James Patrick Keleher (ur. 31 lipca 1931 w Chicago, zm. 9 listopada 2024 w Olathe) – amerykański duchowny katolicki, arcybiskup metropolita Kansas City w latach 1993-2005.

## Życiorys
Do kapłaństwa przygotowywał się w seminarium przygotowawczym im. abp. Quigleya, a następnie w archidiecezjalnym seminarium duchownym w Mundelein. Święcenia kapłańskie otrzymał 12 kwietnia 1958 z rąk kardynała Samuela Stritcha. Jego kolega kursowym był późniejszy arcybiskup Seattle Thomas Murphy. Kontynuował studia na swej macierzystej uczelni i w roku 1962 usyskał doktorat z teologii. W kolejnych latach był m.in. wykładowcą seminaryjnym, spowiednikiem sióstr zakonnych i ojcem duchownym. W latach 1978–1984 rektor swej alma mater w Mundelein.
20 października 1984 papież Jan Paweł II mianował go biskupem diecezjalnym Belleville w metropolii chicagowskiej. Sakry udzielił mu kardynał Joseph Bernardin. 
Od 28 czerwca 1993 do przejścia na emeryturę 15 stycznia 2005 sprawował funkcję arcybiskupa metropolity Kansas City.